# 소마 다다타네

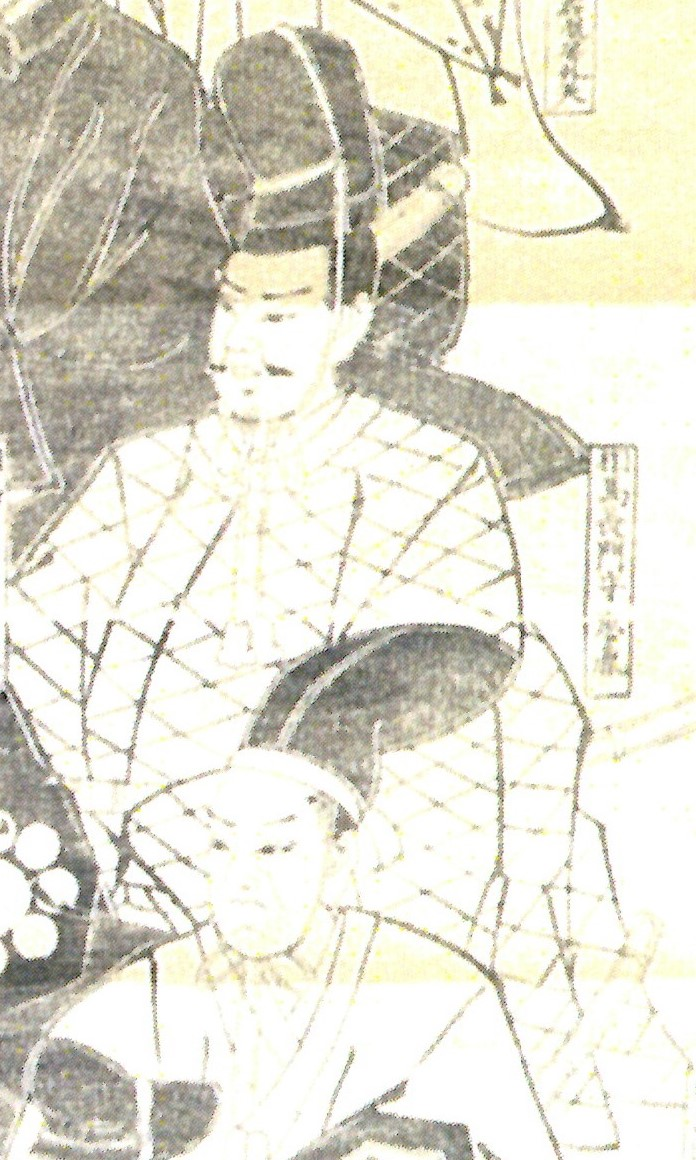
소마 다다타네

소마 다다타네(일본어: 相馬忠胤, 1637년 ~ 1673년 12월 9일)는 에도 시대 전기의 다이묘로, 소마 나카무라번의 3대 번주이다. 개명 전의 이름은 쓰치야 나오카타(土屋直方)이다. 부인은 가메히메(亀姫, 소마 요시타네의 딸).
구루리 번주 쓰치야 도시나오의 차남으로 태어났다. 소마 나카무라번주 소마 요시타네의 후사부재로 나오카타는 요시타네의 데릴사위가 되었다. 후에 요시타네 병사함으로서 나오카타는 그의 데릴사위의 자격으로 소마씨를 계승하게 되었다. 이는 로주였던 마쓰다이라 노부쓰나로부터도 인정받았고, 이후 이름을 소마 다다타네로 개명하였다. 다다타네는 내정 수완이 뛰어났으며, 1656년에는 영지의 토지 조사를 시행하고, 연공 감면과 절약령, 1백 석 당 1냥으로 적립금 제도를 실시하는 등의 시책을 폈다. 1668년에는 개간 사업을 벌였고, 막부와의 관계도 밀접하게 유지하여 명군으로 칭송받았으나, 1673년 음력 10월, 소마 나카무라 성에서 병으로 쓰러져, 음력 11월 2일에 사망하였다. 장남 사다타네가 그 뒤를 이었다.
| 전임 소마 요시타네 | 제3대 소마 나카무라번 번주 1651년 ~ 1673년 | 후임 소마 사다타네 |